# NGC 2540
NGC 2540 (другие обозначения — UGC 4275, MCG 5-20-4, ZWG 149.4, KUG 0809+265, IRAS08097+2630, PGC 23017) — спиральная галактика с перемычкой (SBc) в созвездии Рак.
Этот объект входит в число перечисленных в оригинальной редакции «Нового общего каталога».